# 長野県立塩尻志学館高等学校
もしかして
- 長野県塩尻志学館高等学校

ではありませんか？